# Мансуэт (епископ Туля)

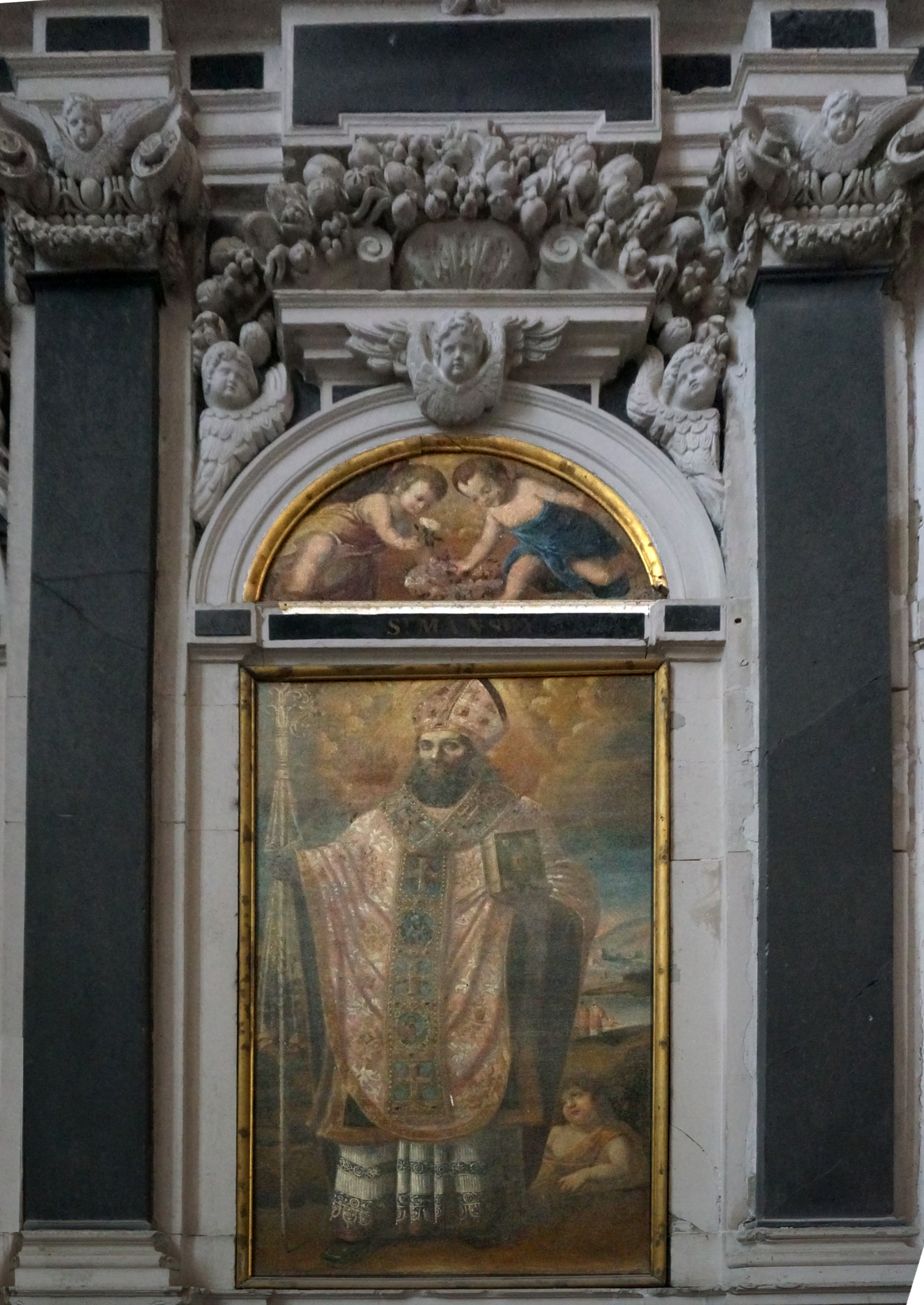
Мансуэт. Туль. Собор св. Стефана

Мансуэт (Мансвет) (лат. Mansuetus, фр. Mansuy; умер в 375) — святой, первый епископ Туля. Дни памяти в католической церкви — 3 сентября и 15 июня (перенесение мощей).
По преданию, святой Мансуэт был родом из Ирландии или Шотландии. После получения духовного образования в Риме, он был послан папой Римским Дамасием I на проповедь в Галлию, где в 365 году стал первым епископом Туля.

## Почитание

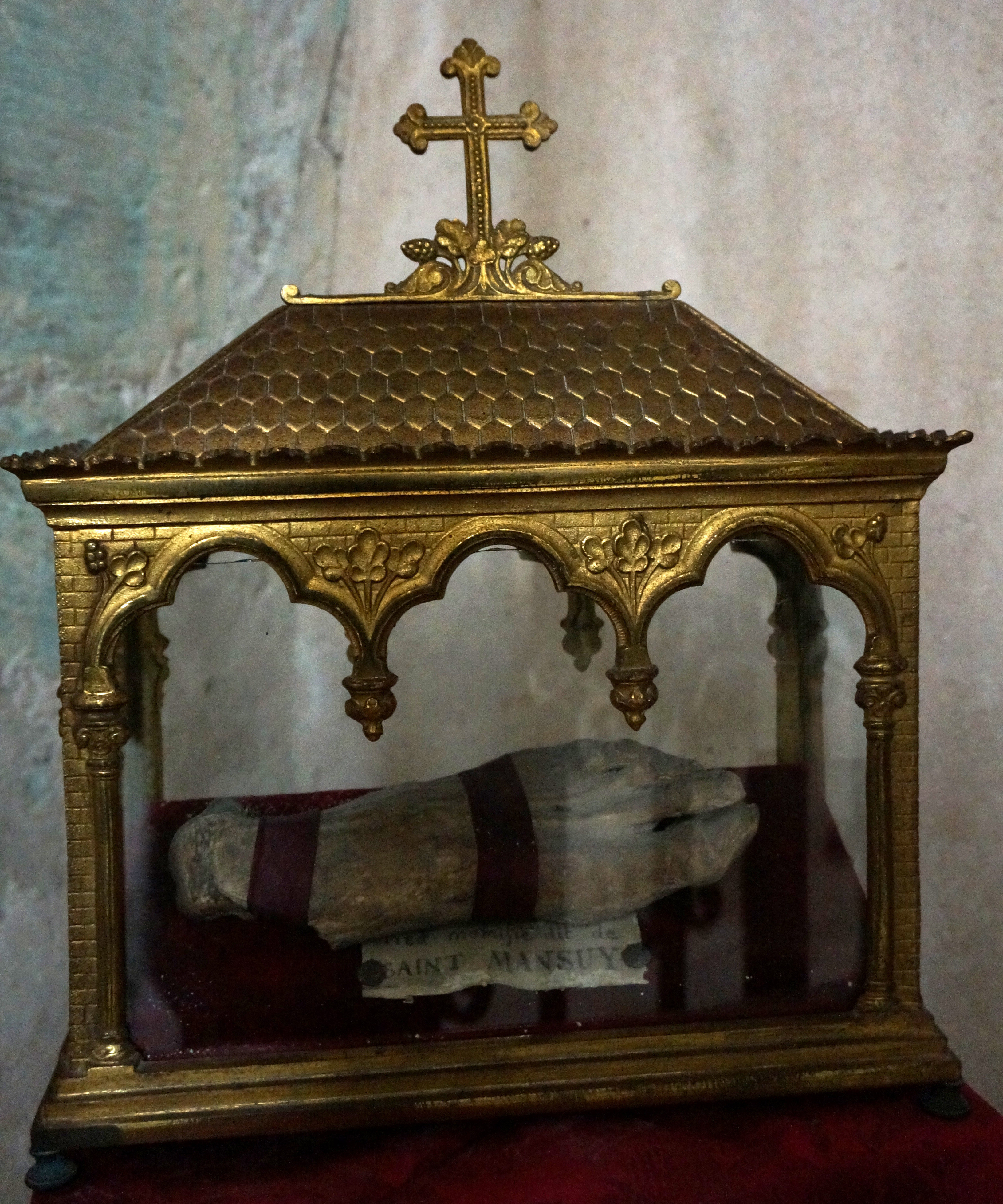
Мощи св. Мансуэта

Согласно житию (Vita Sancti Gerardi) святого Герарда I из Туля (ок. 963—994), во время его болезни мощи святого вместе с мощами святого Апра были перенесены в Туль и установлены в местном храме Святого Иоанна Крестителя.